# Maronicka archieparchia Cypru
Archieparchia Cypru – jednostka administracyjna Kościoła maronickiego, swoim zasięgiem obejmuje cały Cypr. Powstała w 1357.

## Główne świątynie
- Archikatedra: Katedra Matki Bożej Łaskawej w Nikozji

## Lista biskupów
- Youhanna (ok. 1357)
- Jacob Al-Matrity (ok. 1385)
- Elias (1431–1445)
- Youssef (? - 1505)
- Gebrayel Al Qela'î (1505–1516)
- Maroun (1516 - ?)
- Antonios (ok. 1523)
- Girgis al Hadthy (ok. 1528)
- Eliya Al Hadthy (ok. 1530)
- Francis (ok. 1531)
- Marcos El-Baytomini (ok. 1552)
- Girgiss (ok. 1562)
- Julios (ok. 1567)
- Youssef (? - 1588)
- Youhanna (1588–1596)
- Moise Anaisi of Akura (1598–1614)
- Girgis Maroun al Hidnani (1614–1634)
- Elias al Hidnani (ok. 1652)
- Sarkis Al Jamri (1662–1668)
- Stefan Douaihy (1668–1670)
- Luca di Carpasia (1671–1673)
- Boutros Doumit Makhlouf (1674–1681)
- Youssef (1682–1687)
- Gabriel Hawa OLM (1723–1752)
- Toubia El Khazen (? - 1757)
- Elias El Gemayel (? - 1786)
- Philibos Gemayel (1786–1795)
- Abdullah Blibl (Abdalla Blaibel) (1798–1842)
- Giuseppe Giagia (26 grudnia 1843–1878)
- Youssef Al Zoghbi (1883–1890)
- Nemtallah Selwan (12 czerwca 1892–1905)
- Boutros Al Zoghbi (1906–1910)
- Boulos Awwad (1911–1941)
- François Ayoub (1942–1954)
- Elie Farah (1954–1986)
- Youssef Béchara (1986–1988)
- Boutros Gemayel (1988–2008)
- Joseph Soueif (2008–2020)
- Selim Jean Sfeir (2021– )